# John Karelse
John Karelse (Wemeldinge, 17 maggio 1970) è un allenatore di calcio ed ex calciatore olandese, di ruolo portiere.